# Myrskylä
Myrskylä (Mörskom en suédois) est une municipalité du sud de la Finlande, dans la province de Finlande méridionale et la région d'Uusimaa.

## Histoire
La petite paroisse luthérienne a été fondée en 1636, par une scission de la paroisse de Pernå. À la fin de la Guerre de Continuation, des réfugiés de Carélie venus de la commune d'Uukuniemi y ont été relogés.

## Population
L'exode rural y a été assez marqué, la commune perdant un tiers de ses habitants de 1960 à 1984. Sa population s'est depuis stabilisée autour de 2 000. Les habitants se concentrent dans 18 villages.
La proportion de suédophones n'a par contre pas cessé de diminuer, passant de 16 % en 1960 à tout juste 11 % actuellement. La commune est officiellement bilingue, mais pourrait perdre ce statut si le taux d'habitants ayant pour langue maternelle le suédois passe sous les 6 %.

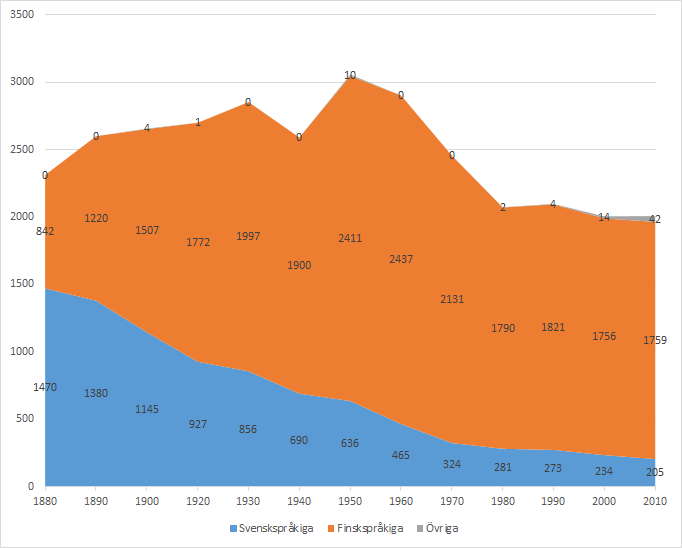
Evolution démo-linguistique dans la municipalité de Myrskylä/Mörskom dans la période 1880-2010.
En orange: Nombre de finnophones.
En bleu: Nombre de suédophones.
En gris: Nombre de personnes ayant une autre langue maternelle.

## Géographie
Malgré la relative proximité d'Helsinki (85 km) et de Porvoo (37 km), la commune reste largement agricole.
Les municipalités voisines sont Lapinjärvi à l'est, Liljendal au sud-est, Pernå au sud, Askola au sud-ouest, Pukkila à l'ouest, et côté Päijät-Häme Orimattila au nord, Artjärvi au nord-est.

## Personnalités
Myrskylä est connue pour être le lieu de naissance (en 1949) de Lasse Virén, quadruple médaillé d'or olympique en course de fond (Munich 1972 et Montréal 1976) devenu depuis député et politicien en vue.